# 웨스트햄

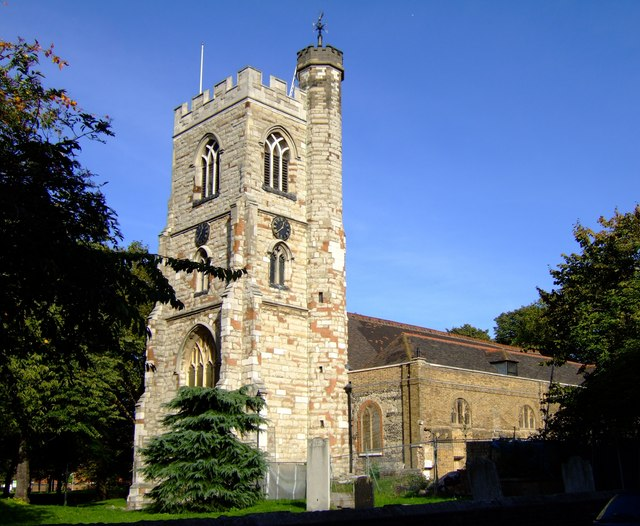

웨스트햄(West Ham)은 영국 런던(그레이터런던) 동부 뉴엄구에 위치하는 지역이다. 예로부터 노동자 계급이 많이 모이는 지역이다. 웨스트햄 유나이티드 FC는 이 지역의 이름을 딴 축구 클럽이다.